# Notre-Dame-des-Millières
Notre-Dame-des-Millières è un comune francese di 923 abitanti situato nel dipartimento della Savoia della regione dell'Alvernia-Rodano-Alpi.

## Società

### Evoluzione demografica
Abitanti censiti